# Torony
Torony [toroň] (německy Dienling, chorvatsky Turnice) je obec v Maďarsku v župě Vas, spadající pod okres Szombathely. Obec je severozápadním předměstím města Szombathely, nachází se asi 228 km jihozápadně od Budapešti. V roce 2015 zde žilo 1 920 obyvatel.
První písemná zmínka o Torony pochází z roku 1409. Obec se dělí na tři části – Alsótorony, Felsőtorony a Ondód. Nachází se zde kostel Jména Panny Marie. Prochází tudy vedlejší silnice 8901, obchvat obce tvoří hlavní silnice 89.

## Sousední obce
| Růžice kompasu | Bucsu  |       | Szombathely | Růžice kompasu |
| Růžice kompasu |        | Sever | Sé          | Růžice kompasu |
| Růžice kompasu | Torony |       | Sé          | Růžice kompasu |
| Růžice kompasu | Jih    |       | Sé          | Růžice kompasu |
| Růžice kompasu | Dozmat | Nárai |             | Růžice kompasu |